# Élections législatives monténégrines de 2006
Les élections législatives monténégrines de 2006 (en monténégrin : Избори за посланике у Скупштину Црне Горе 2006) se tiennent le dimanche 10 septembre 2006, afin d'élire les 81 députés de la VIIe législature du Parlement, pour un mandat de quatre ans.
Ces élections sont les premières à se tenir depuis l'indépendance du Monténégro, proclamée trois mois plus tôt.
La coalition Monténégro européen formée autour du Parti démocratique socialiste l'emporte avec l'exacte majorité absolue des sièges. Le Premier ministre Milo Đukanović cède ensuite volontairement le pouvoir à Željko Šturanović, tout en restant président du DPS.

## Contexte
Le Parlement adopte le 1er mars 2006 une loi autorisant la tenue d'un référendum sur l'indépendance du Monténégro le 21 mai suivant. Le texte, soutenu par le gouvernement pro-occidental et une partie de l'opposition pro-serbe, impose un seuil de 55 % des suffrages exprimés en faveur de la séparation d'avec la Serbie pour que celle-ci soit considérée comme ratifiée par la population. Le jour du scrutin, près de 90 % des électeurs se rendent aux urnes, un taux de participation largement supérieur au minimum de 50 % des inscrits requis pour valider le résultat, et l'indépendance est approuvée par 55,5 % des suffrages exprimés, juste au-dessus du seuil établi dans la loi sur recommandation de l'Union européenne. Le soir du 3 juin, le Parlement adopte officiellement la déclaration d'indépendance du Monténégro au cours d'une séance boycottée par les élus de l'opposition.

## Système électoral

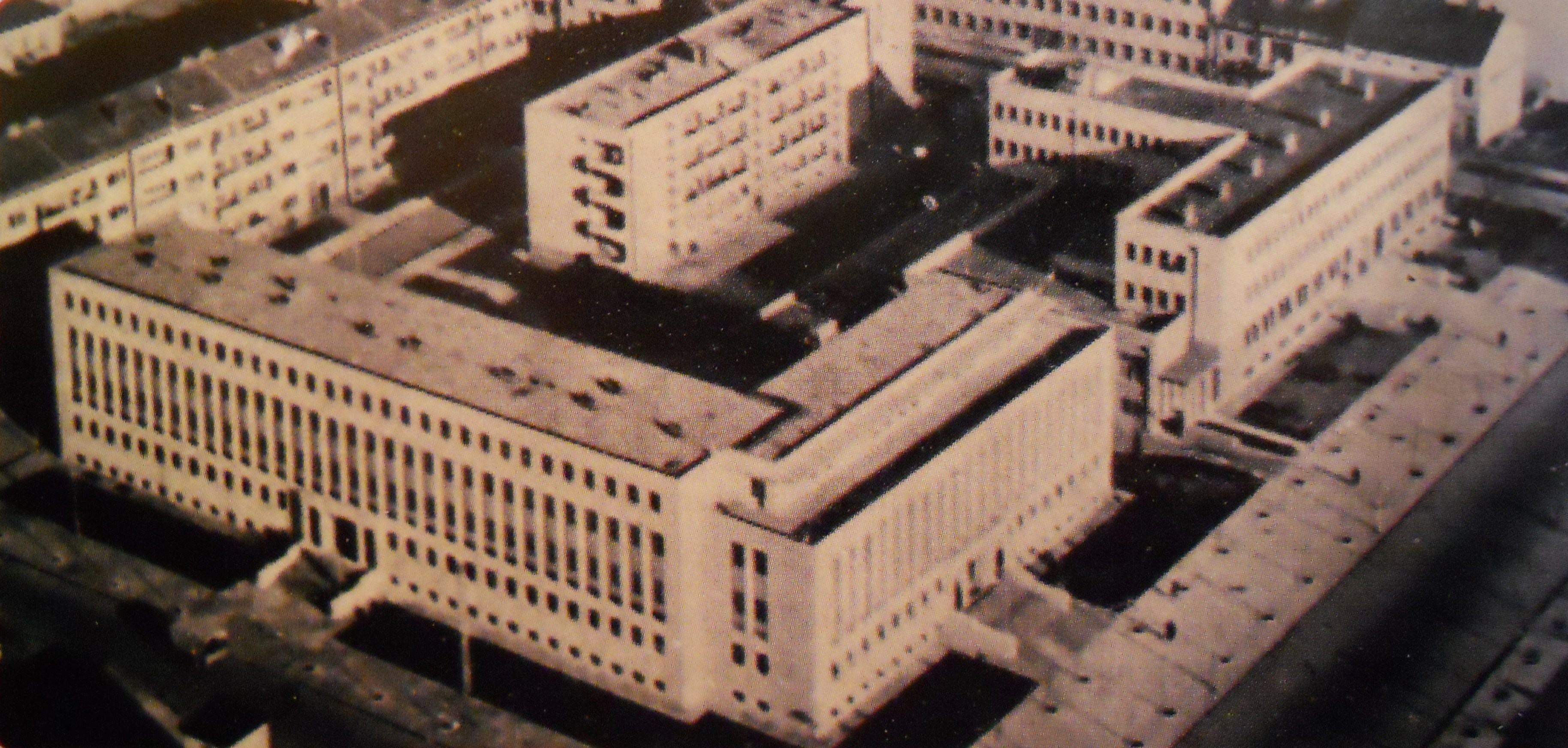
Le bâtiment du Parlement à Podgorica.

Le Parlement du Monténégro (Скупштина Црне Горе) est un parlement unicaméral doté de 81 sièges pourvus pour quatre ans au scrutin proportionnel plurinominal avec listes bloquées dans deux circonscriptions électorales nationales, dont l'une est réservée à la représentation de la minorité albanaise avec cinq sièges.
Les sièges sont répartis selon la méthode d'Hondt entre toutes les listes ayant franchi le seuil électoral de 3 % des suffrages exprimés. Les listes déposées par chaque force politique sont valables dans les deux circonscriptions : si une liste franchit le seuil dans une circonscription mais pas dans l'autre, les votes de la première circonscription sont ajoutés à ceux obtenus dans la seconde.

## Campagne

### Principales forces politiques
| Force politique | Force politique                                                       | Chef de file      | Idéologie                                                                                      | Résultats en 2002         |
| --------------- | --------------------------------------------------------------------- | ----------------- | ---------------------------------------------------------------------------------------------- | ------------------------- |
|                 | Coalition pour un Monténégro européen Коалиција за европску Црну Гору | Milo Đukanović    | Centre gauche Social-démocratie, europhilie                                                    | 48 % des voix 39 députés  |
|                 | SNP–NS–DSS СНП—НС—ДСС                                                 | Predrag Bulatović | Centre gauche à droite Social-démocratie, conservatisme, démocratie chrétienne, unionisme (en) | Partis séparés 24 députés |
|                 | Liste serbe (sr) Српска листа                                         | Andrija Mandić    | Droite National-conservatisme, populisme de droite, unionisme (en)                             | Partis séparés 6 députés  |
|                 | Mouvement pour les changements Покрет за промјене                     | Nebojša Medojević | Centre droit à droite Populisme, libéral-conservatisme, souverainisme                          | Parti non-créé            |

## Résultats

### Voix et sièges
|                                              |                                              |                                        |         |       |      |               |               |
| Partis                                       | Partis                                       | Partis                                 | Voix    | %     | +/-  | Sièges        | +/-           |
|                                              |                                              | Parti démocratique socialiste (DPS)    | 164 737 | 48,62 | 0,64 | 33            | 1             |
|                                              | Parti social-démocrate (SDP)                 | 7                                      | 164 737 | 48,62 | 0,64 | en stagnation |               |
|                                              | Initiative civique croate (HGI)              | 1                                      | 164 737 | 48,62 | 0,64 | 1             |               |
| Coalition pour un Monténégro européen (KECG) | Coalition pour un Monténégro européen (KECG) | 41                                     | 164 737 | 48,62 | 0,64 | 2             |               |
|                                              |                                              | Parti populaire serbe (SNS)            | 49 730  | 14,68 | N/a  | 9             | 3             |
|                                              | Parti des radicaux serbes (SSR)              | 1                                      | 49 730  | 14,68 | N/a  | 1             |               |
|                                              | Parti populaire socialiste (NSS)             | 1                                      | 49 730  | 14,68 | N/a  | 1             |               |
|                                              | Parti démocratique de l'unité (DSJ)          | 1                                      | 49 730  | 14,68 | N/a  | 1             |               |
| Liste serbe (SL)                             | Liste serbe (SL)                             | 12                                     | 49 730  | 14,68 | N/a  | 6             |               |
|                                              |                                              | Parti socialiste populaire (SNP)       | 47 683  | 14,07 | N/a  | 8             | 11            |
|                                              | Parti populaire (NP)                         | 2                                      | 47 683  | 14,07 | N/a  | 3             |               |
|                                              | Parti serbe démocratique (DSS)               | 1                                      | 47 683  | 14,07 | N/a  | 1             |               |
| SNP–NS–DSS                                   | SNP–NS–DSS                                   | 11                                     | 47 683  | 14,07 | N/a  | 13            |               |
|                                              | Mouvement pour les changements (PZP)         | Mouvement pour les changements (PZP)   | 44 483  | 13,13 | Nv   | 11            | 11            |
|                                              |                                              | Parti libéral (LP)                     | 12 748  | 3,76  | Nv   | 2             | 2             |
|                                              | Parti bosniaque (BS)                         | 1                                      | 12 748  | 3,76  | Nv   | 2             |               |
| LP–BS                                        | LP–BS                                        | 3                                      | 12 748  | 3,76  | Nv   | 3             |               |
|                                              |                                              | Ligue démocratique (DSCG)              | 4 373   | 1,29  | N/a  | 1             | en stagnation |
|                                              | Parti de la prospérité démocratique (PDP)    | 0                                      | 4 373   | 1,29  | N/a  | en stagnation |               |
| DSCG–PDP                                     | DSCG–PDP                                     | 1                                      | 4 373   | 1,29  | N/a  | en stagnation |               |
|                                              | Union démocratique des Albanais (UDSh)       | Union démocratique des Albanais (UDSh) | 3 693   | 1,09  | N/a  | 1             | en stagnation |
|                                              | Liste civique (GL)                           | Liste civique (GL)                     | 2 906   | 0,86  | N/a  | 0             | en stagnation |
|                                              | Alternative albanaise (AA)                   | Alternative albanaise (AA)             | 2 656   | 0,78  | Nv   | 1             | 1             |
|                                              | Autres partis                                | Autres partis                          | 5 824   | 1,72  | -    | 0             | 4             |
|                                              |                                              |                                        |         |       |      |               |               |
| Votes valides                                | Votes valides                                | Votes valides                          | 338 835 | 98,00 |      |               |               |
| Votes blancs et invalides                    | Votes blancs et invalides                    | Votes blancs et invalides              | 6 922   | 2,00  |      |               |               |
| Total                                        | Total                                        | Total                                  | 345 757 | 100   | -    | 81            | 6             |
| Abstention                                   | Abstention                                   | Abstention                             | 138 673 | 28,63 |      |               |               |
| Inscrits / participation                     | Inscrits / participation                     | Inscrits / participation               | 484 430 | 71,37 |      |               |               |

### Suites
Le Premier ministre Milo Đukanović indique le 5 octobre 2006 qu'il renonce à accomplir un nouveau mandat à la tête du gouvernement et choisit comme successeur le ministre de la Justice Željko Šturanović. Le nouvel exécutif est approuvé le 10 novembre par le Parlement.